# Pontivy
Pontivy (bretonska: Pondi) är en kommun i departementet Morbihan i regionen Bretagne i nordvästra Frankrike. Kommunen ligger i kantonen Pontivy som tillhör arrondissementet Pontivy. År 2022 hade Pontivy 14 547 invånare.

## Befolkningsutveckling
Antalet invånare i kommunen Pontivy
| Referens: INSEE |